# Thurman Munson
Thurman Lee Munson (ur. 7 czerwca 1947, zm. 2 sierpnia 1979) – amerykański baseballista, który występował na pozycji łapacza przez 11 sezonów w New York Yankees.

## Życiorys
Munson studiował na Kent State University, gdzie w latach 1967–1968 grał w drużynie uniwersyteckiej Kent State Golden Flashes. W 1968 został wybrany w pierwszej rundzie draftu przez New York Yankees i początkowo występował w klubach farmerskich tego zespołu, między innymi w Syracuse Chiefs, reprezentującym poziom Triple-A. W Major League Baseball zadebiutował 8 sierpnia 1969 w meczu przeciwko Oakland Athletics, w którym zaliczył dwa uderzenia i zdobył runa. W sezonie 1970 został wybrany najlepszym debiutantem, zaś rok później po raz pierwszy wystąpił w Meczu Gwiazd.
W 1975 ze średnią uderzeń 0,315 (3. wynik w lidze), zaliczając między innymi 190 uderzeń (3. wynik w lidze), 102 RBI (5. wynik w lidze) i 151 single'ów (1. wynik w lidze), został wybrany najbardziej wartościowym zawodnikiem. W sezonach 1977 i 1978 zwyciężał w World Series, w których Yankees dwukrotnie pokonali Los Angeles Dodgers.
Zginął tragicznie 2 sierpnia 1979 wskutek upadku samolotu podczas ćwiczeń.

## Nagrody i wyróżnienia
| Nagroda/wyróżnienie            | Lata                                     | Źródło      |
| MVP American League            | 1976                                     | [ 7 ]       |
| 7× All-Star                    | 1971, 1973, 1974, 1975, 1976, 1977, 1978 | [ 2 ]       |
| 3× Gold Glove Award            | 1973, 1974, 1975                         | [ 11 ]      |
| 2× zwycięzca w World Series    | 1978, 1979                               | [ 8 ] [ 9 ] |
| AL Rookie of the Year Award    | 1970                                     | [ 5 ]       |
| # 15 zastrzeżony przez Yankees | 1979                                     | [ 12 ]      |